# Пулинский район
Пулинский район (укр. Пулинський район) — упразднённая административная единица в центре Житомирской области Украины. До 4 февраля 2016 года носил название Червоноарме́йский райо́н.
Административный центр — посёлок городского типа Пулины.

## География
Площадь — 853 км². Основные реки — Белка, Латовня, Светлица, Тартак, Тенька, Тня.

## История
Район образован 7 марта 1923 года, 17 октября 1935 года был переименован в Червоноармейский. 28 ноября 1957 года к Червоноармейскому району была присоединена часть территории упразднённого Довбышского района.
Согласно Указу Президиума Верховного Совета Украинской ССР от 30 декабря 1962 года в республике произошло укрупнение районов, и Червоноармейский район перестал существовать, войдя в состав Новоград-Волынского района.
Повторно Червоноармейский район был образован Указом Президиума Верховного Совета Украинской ССР от 8 декабря 1966 года.
17 июля 2020 года в результате административно-территориальной реформы район вошёл в состав Житомирского района.

## Демография
Население района составляет 26 тыс. человек (данные 2005 года), в том числе в городских условиях проживают около 5 тыс. Всего насчитывается 67 населённых пунктов.

## Административное устройство
Количество советов:
- поселковых — 1
- сельских — 19

Количество населённых пунктов:
- посёлков городского типа — 1
- сёл — 62
- посёлков — 4

## Населённые пункты

### Посёлок городского типа
- Пулины (укр. Пулини), Пулинский поселковый совет

### Сёла
- Андреевка (укр. Андріївка), Андреевский сельский совет
- Бабичёвка (укр. Бабичівка), Бабичовский сельский совет
- Белка (укр. Білка), Старомайданский сельский совет
- Берёзовая Гать (укр. Березова Гать), Курненский сельский совет
- Будище (укр. Будище), Бабичовский сельский совет
- Буряковка (укр. Буряківка), Червоноармейский поселковый совет
- Великий Луг (укр. Великий Луг), Великолуговский сельский совет
- Весёлое (укр. Веселе), Червоноармейский поселковый совет
- Веснянка (укр. Веснянка), Кошелевский сельский совет
- Выдумка (укр. Видумка), Бабичовский сельский совет
- Вьюнки (укр. В'юнки), Вьюнковский сельский совет
- Вьязовец (укр. В'язовець), Кошелевский сельский совет
- Грузливец (укр. Грузливець), Стрибежский сельский совет
- Гута-Юстиновка (укр. Гута-Юстинівка), Новозаводский сельский совет
- Зелёная Диброва (укр. Зелена Діброва), Теньковский сельский совет
- Зелёная Поляна (укр. Зелена Поляна), Зеленополянский сельский совет
- Ивановичи (укр. Івановичі), Ивановичский сельский совет
- Калиновый Гай (укр. Калиновий Гай), Стрибежский сельский совет
- Колодиевка (укр. Колодіївка), Ялыновский сельский совет
- Корчёвка (укр. Корчівка), Мартыновский сельский совет
- Кошелевка (укр. Кошелівка), Кошелевский сельский совет
- Курное (укр. Курне), Курненский сельский совет
- Мартыновка (укр. Мартинівка), Мартыновский сельский совет
- Мирное (укр. Мирне), Зеленополянский сельский совет
- Муравня (укр. Муравня), Тетерский сельский совет
- Нарцизовка (укр. Нарцизівка), Зеленополянский сельский совет
- Неборовка (укр. Неборівка), Мартыновский сельский совет
- Новый Завод (укр. Новий Завод), Новозаводский сельский совет
- Новины (укр. Новини), Великолуговский сельский совет
- Олизарка (укр. Олізарка), Вьюнковский сельский совет
- Очеретянка (укр. Очеретянка), Очеретянский сельский совет
- Павловка (укр. Павлівка), Павловский сельский совет
- Подлесное (укр. Підлісне), Стрибежский сельский совет
- Поплавка (укр. Поплавка), Ялыновский сельский совет
- Пулино-Гута (укр. Пулино-Гута), Пулино-Гутянский сельский совет
- Радецкая Болярка (укр. Радецька Болярка), Кошелевский сельский совет
- Радецкое Будище (укр. Радецьке Будище), Кошелевский сельский совет
- Рудокопы (укр. Рудокопи), Андреевский сельский совет
- Сколобов (укр. Сколобів), Кошелевский сельский совет
- Слободка (укр. Слобідка), Стрибежский сельский совет
- Соколов (укр. Соколів), Соколовский сельский совет
- Старая Александровка (укр. Стара Олександрівка), Ялыновский сельский совет
- Старая Рудня (укр. Стара Рудня), Теньковский сельский совет
- Старый Майдан (укр. Старий Майдан), Старомайданский сельский совет
- Стрыбеж (укр. Стрибіж), Стрибежский сельский совет
- Тартачок (укр. Тартачок), Новозаводский сельский совет
- Теньковка (укр. Теньківка), Теньковский сельский совет
- Тетерка (укр. Тетірка), Тетерский сельский совет
- Трудовое (укр. Трудове), Новозаводский сельский совет
- Ужовка (укр. Ужівка), Кошелевский сельский совет
- Улашановка (укр. Улашанівка), Андреевский сельский совет
- Ходоровка (укр. Ходорівка), Тетерский сельский совет
- Цветянка (укр. Цвітянка), Курненский сельский совет
- Червоносёлка (укр. Червоносілка), Великолуговский сельский совет
- Чернявка (укр. Чернявка), Пулино-Гутянский сельский совет
- Чеховцы (укр. Чехівці), Новозаводский сельский совет
- Шереметев (укр. Шереметів), Павловский сельский совет
- Юльяновка (укр. Юлянівка), Ялыновский сельский совет
- Ялыновка (укр. Ялинівка), Ялыновский сельский совет
- Ясеновка (укр. Ясенівка), Пулино-Гутянский сельский совет
- Ясная Поляна (укр. Ясна Поляна), Очеретянский сельский совет
- Ясногорка (укр. Ясногірка), Ялыновский сельский совет
- Липовка (укр. Липівка), Мартыновский сельский совет
- Молодёжное (укр. Молодіжне), Курненский сельский совет
- Ягодинка (укр. Ягодинка), Червоноармейский поселковый совет

### Посёлки
- Курное (укр. Курне), Курненский сельский совет

### Ликвидированные населённые пункты
- Добрый Кут (укр. Добрий Кут) — ликвидированное село, относившееся к Стрибежскому сельскому совету. Дата снятия села с учёта неизвестна (прибл. 1985 г.). Координаты: 50°23′36″ с. ш. 28°06′52″ в. д.HGЯO.
- Погарельцы (укр. Погорільці) — ликвидированное село. Дата снятия села с учёта неизвестна (1990-е годы). Координаты: 50°20′28″ с. ш. 28°12′27″ в. д.HGЯO.